# Qingjinghuachengtempel
Qingjinghuachengtempel of Xihuangtempel is een boeddhistische tempel buiten de Andingpoort, Beijing, Volksrepubliek China. Deze tempel behoort tot de gelug-sekte van het Tibetaans boeddhisme.

## Geschiedenis
De tempel werd in 1651 gebouwd tijdens de Qing-dynastie door de levende boeddha Xiongmuhan. Hij werd gesubsidieerd door de Mantsjoe monarchie als plaats voor de dalai lama en de pänchen lama en wordt daarom door de bevolking ook Dalaitempel genoemd. Omdat de tempel de gelug-sekte aanhangt en zij soms ook wel de geelkappen worden genoemd, heeft de tempel ook wel de naam Gele tempel.
Tegenwoordig staat de tempel ook wel bekend als de Hoge educatieve centrum van Tibetaanstalige boeddhisme. Elk jaar worden levende boeddha's uit Tibet en Binnen-Mongolië uitgenodigd om onderwijs te geven.